# Coris flavovittata
Coris flavovittata là một loài cá biển thuộc chi Coris trong họ Cá bàng chài. Loài này được mô tả lần đầu tiên vào năm 1828.

## Từ nguyên
Tính từ định danh của loài này được ghép bởi hai từ trong tiếng Latinh: flavus ("có màu vàng") và vittatus ("có sọc"), hàm ý đề cập đến các dải sọc vàng nhạt ở cá con.

## Phạm vi phân bố và môi trường sống
C. flavovittata là một loài đặc hữu của quần đảo Hawaii (Hoa Kỳ). C. flavovittata sống gần các rạn san hô trên nền đáy cát và đá vụn ở độ sâu đến ít nhất là 98 m.

## Mô tả

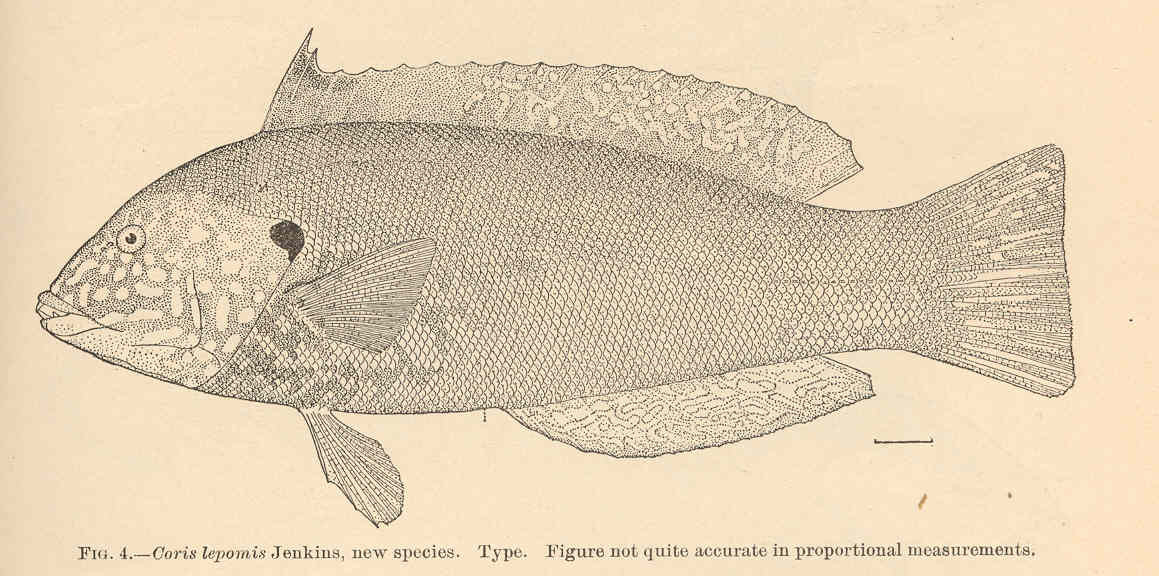
C. lepomis (= C. flavovittata đực)

C. flavovittata có chiều dài cơ thể tối đa được ghi nhận là gần 51 cm. Cá đực có màu xanh lục lam sáng, lốm đốm màu vàng nâu khắp cơ thể. Đầu có màu xanh lam nhạt với nhiều đốm đỏ và một đốm màu xanh đen ngay góc nắp mang. Cá mái có màu trắng; 1/3 phần thân trên có màu đen với 2 đường sọc màu vàng nhạt (gần như trắng); các vây màu nâu đen được viền xanh sáng. Cá con màu đen có các vệt sọc ngang màu vàng nhạt.
Số gai vây lưng: 9; Số tia vây ở vây lưng: 12; Số gai vây hậu môn: 3; Số tia vây ở vây hậu môn: 12.

## Sinh thái học
Thức ăn của C. flavovittata là các loài động vật thân mềm (giun nhiều tơ, thân mềm hai mảnh vỏ), giáp xác, da gai (cầu gai, sao biển đuôi rắn) và chân bụng. C. flavovittata có thể là một loài lưỡng tính tiền nữ (cá cái có thể chuyển đổi giới tính thành cá đực).